# Amor en llamas
Amor en llamas (わが恋は燃えぬ Waga koi wa moenu?) es una película dramática e histórica japonesa de 1949 dirigida por Kenji Mizoguchi. Está libremente basada en la vida de la feminista Hideko Fukuda.

## Sinopsis
Después de reunirse con Toshiko Kishida, feminista de la era Meiji y miembro del Partido Liberal, la escuela de la joven maestra Eiko en Okayama es cerrada por los funcionarios de la prefectura. Ella abandona su entorno opresivo para irse a Tokio, siguiendo a su novio Hayase, pero Hayase se muestra reservado cuando se reúne con él. Omoi, un destacado político del Partido Liberal, le ofrece un trabajo en el periódico del partido. Cuando descubren que Hayase espiaba al partido para el gobierno, rompe vínculos con él y se convierte en la amante de Omoi.
Eiko y Omoi son detenidos durante los tumultos del incidente de Chichibu y condenados a varios años de prisión, donde Eiko es testigo de los mismos abusos a las reclusas que antes sufrían las trabajadoras de las fábricas textiles. Tras la amnistía de los presos políticos de 1889, Omoi reagrupa el partido, apoyado por Eiko. Cuando Eiko se enfrenta a la conducta adúltera de Omoi, que le pide abiertamente que acepte, se da cuenta de que él también sigue manteniendo una actitud de preeminencia masculina. Por lo que anuncia que lo dejará y regresará a Okayama para fundar una escuela para mujeres jóvenes, convencida de que sólo una educación adecuada puede conducir a la liberación femenina.

## Reparto
- Kinuyo Tanaka como Eiko Hirayama
- Mitsuko Mito como Chiyo
- Kuniko Miyake como Toshiko Kishida
- Ichirō Sugai como Kentarō Omoi
- Shinobu Araki como el padre de Eiko
- Sadako Sawamura como el gobernador
- Eitarō Ozawa como Hayase
- Koreya Senda como Inagaki
- Eijirō Tōno como Ito

## Recepción
En su Manual crítico de directores de cine japoneses, el estudioso del cine Alexander Jacoby calificó este filme como una de las «películas más francas de Mizoguchi» y un «estudio sorprendentemente mordaz sobre la emancipación femenina» cuya conclusión «sigue siendo incomparable» en las películas populares occidentales.
Se considera la tercera película abiertamente feminista de Mizoguchi, después de La victoria de las mujeres (女性の勝利 Josei no shōri?) de 1946 y El amor de la actriz Sumako (女優須磨子の恋 Joyū Sumako no koi?) de 1947. Cuenta la historia de una activista que lucha por sus ideales, chocando contra la resistencia no sólo de los hombres sino a menudo de las propias mujeres, subyugadas durante tanto tiempo que ni siquiera ven la posibilidad de salir de dicha situación. La figura de la protagonista está inspirada en la de la famosa activista Fukuda Hideko, protagonista de las luchas feministas de aquellos años.